# Фрањо Врунч
Фрањо Врунч (Словењ Градец, 10. фебруар 1910 — Марибор, 24. август 1941) био је учесник Народноослободилачке борбе и народни херој Југославије.

## Биографија
Рођен је 12. фебруара 1910. у Словењ Градецу. Потицао је из породице Франца Врунча нижег чиновника, који је умро 1918. године. Основну школу и четири разреда ниже гимназије завршио је у родном месту, а даље школовање је наставио у Марибору, где је 1929. матурирао. Током школовања у Учитељској школи, посредством професора др Франа Згеча, који је био комунистички опредељен, дошао је у додир са револуционарним радничким и комунистичким покретом.
Након завршетка школе, радио је као учитељ у селу Добју, код Цеља, а потом од априла 1933. у селу Рушах, код Марибора. Године 1931. отишао је на одслужење војног рока, током кога је завршио Школу за резервне официре Југословенске војске у Сарајеву. Након одслужења војске, био је на Курсу за предводнике код Соколске жупе у Марибору, након чега је био предводник у служби. Након преласка на рад у село Рушах, од 1933. живео је у Марибору, а становао је заједно са предводником Соколске жупе Миланом Апихом у Народном дому. Крајем 1932. они су посредством Фрање Згеча дошли у контакт са илегалном организацијом Комунистичке партије Југославије (КПЈ). Наредне године су примљени у чланство Комунистичке партије, а следеће године су у Марибору формирали Градски комитет.
Под руководством комитета, који су формирали, у Марибору је у ноћи 27. и 28. априла 1934. изведена велика акција писања парола и растурања летака. Ова акција, изазвала је оштру реакцију полиције, која је изведена 1. маја 1934. и у којој је ухапшено више чланова Комунистичке партије и Савеза комунистичке омладине (СКОЈ), међу којима су били Милан Апих и Фрањо Врунч. Након истражног поступка, они су 26. јула 1934. изведени пред Окружни суд у Марибору, који их је осудио на шест месеци затвора. На поновљеном суђеном, одржаном почетком наредне године, казне су им повећање па је 17. јануара 1935. Врунч осуђен на три, а Апих на четири године затвора. Заједно са њима осуђена је и група чланова СКОЈ-а, који су добили мање затворске казне.
Затворску казну служили су најпре у затвору у Марибору, до 18. фебруара до 23. марта 1935, а потом у затвору у Сремској Митровици, од 23. марта 1935. до 1. маја 1937. године. Током служења казне, Врунч и Апих су активно учествовали у борби политичких затвореника комуниста за боље услове живота и рада у затвору. Такође, су учествовали у културно-просветном раду међу робијашима. Након изласка из затвора, Фрањо се вратио у родно место, где је извесно време живео код мајке. Како је био осуђени комуниста, није могао да добије нову учитељску службу, па је остао без посла и морао се издржавати продајом књига.
Наставио је са партијским радом и у ноћи 16/17. априла 1938. учествовао Првој конференцији КП Словенији, којој је присуствовао и генерални секретар КПЈ Јосип Броз Тито. Због учешћа на Конференцији, полиција га је ухапсила 10. јуна исте године. Најпре је био одведен у полицијски затвор у Цељу, а потом у полицијски затвор у Љубљани, где је заједно са другим ухапшеним комунистима, који су такође били осумњичени за учешће на Конференцији — Едвардом Кардељом, Миланом Апихом, Славком Шландером и др, учествовао у тродневном штрајку глађу, након кога су пребачени у истражни затвор из кога су пуштени 30. септембра исте године.
Крајем 1938, ушао је у Текстилну задругу у Ст. Павлу, код Преволда, коју су основали некадашњи комунисти-робијаши. Када се задруга проширила, пребацили су је у Медлог, код Цеља у Јоштов млин, где је са заједно са Миланом Апихом и другима, организовао Другу конференцију КП Словеније, која је одржана у новогодишњој ноћи 31. децембра 1939. и 1. јануара 1940. године. У наредном периоду Јошов млин је постао центар партијске активности у Цељу и околини. Фебруара 1940. када се Душан Крајгер, секретар Окружног комитета КПС за Цеље, морао повући у илегали, Фрањо је преузео његову дужност. Током 1940. активно је радио на учвршћивању организације КП Словеније у Цељу и околини, а посредством др Фрања Згеча успео је да успостави везу са великом групом ђака у цељској гимназији, која је примљена у Савез комунистичке омладине. Такође, успео је да повећа утицај КПС на синдикате и формира организацију Народне помоћи. Априла 1940. Текстилна задруга се из Јошовог млина преселила у Речицо об Паки, али је Фрањо остао у Јошовом млину. У ноћи између 29. и 30. јуна 1940. учествовао је на Трећој конференцији КПС у Винчу, над Долским, која је била припремна Конференција за Пету земаљску конференцију КПЈ и на којој је присуствовао и генерални секретар КПЈ Јосип Броз Тито.
Након окупације Југославије, априла 1941. територија некадашње Дравске бановине, која је заузимала територију данашње Републике Словеније, подељена је између окупационих сила — Трећег рајха, Краљевине Италије и Краљевине Мађарске. Централни део Словеније, након окупације је анектиран од стране Трећег рајха, па се Фрањо нашао на територији која је постала део немачке фашистичке државе. Извесно време је остао у Јоштовом млину, а након хапшења власника млина Мелхиора Јошта и његове супруге Даринке, прешао је у Готовљак, код Цеља, одакле је јуна исте године прешао у илегалност. У ноћи 1. и 2. јуна 1941. у Љубљани је учествовао на састанку, на коме се расправљало о припремама за оружани устанак. Потом је 18. јуна учествовао на састанку руководства КПС за северну Словенију, на коме је у присуству др Алеша Беблера, члана војне комисије при Централном комитету КП Словеније, договорено да Фрањо Врунч и Петер Станте изврше припреме за организовање партизанске чете.
После месец дана интензивног политичког рада, Станте и Врунч су 20. јула 1941. на Ресеви, у околини Цеља, формирали Цељску партизанску чету. Руководство чете сачињавали су Фрањо Врунч Бузда, командант и Петер Станте Скала, политички комесар. Иако малобројна, са свега дванаест бораца, чета је до 11. августа 1941. извршила неколико акција — запалила је неколико привредних објеката и жито на имањима исељених Словенаца. Заједно са Стантеом, Врунч је 11. августа отишао у изввидницу у Сливницу, код Цеља, како би разрадили план напада на жандармеријску станицу. Приликом повлачења из села, упали су у жандармеријску заседу и пружили отпор. Станте је успео да се спаси бекством, док је Врунћ био тешко рањен и заробљен. Немци су га потом одвели у затвор у Марибору, где је 24. августа 1941. стрељан заједно са групом талаца.
Указом председника Федеративне Народне Републике Југославије Јосипа Броза Тита, 27. новембра 1953. године, проглашен је за народног хероја Југославије.